# سينايا (لغة)
اللغة الآرامية الآشورية الحديثة هي لهجة آرامية كانت تحكى أصلا في منطقة سنندج (سينايا بالسريانية) غرب بحيرة أورميا. يقدر عدد المتحدثين بها أقل من 500 فرد يعيش أغلبهم في الولايات المتحدة وأستراليا.